# Laosz az olimpiai játékokon
Laosz 1980 óta tizenegy nyári olimpiai játékokon vett részt, de a téli játékokon eddig egyszer sem képviseltette magát. Sportolói még nem nyertek érmet.
A Laoszi Nemzeti Olimpiai Bizottság 1975-ben alakult meg, a NOB 1979-ben vette fel tagjai közé.